# Poblete, Mexiko
Poblete är en ort i Mexiko.   Den ligger i kommunen Coatecas Altas och delstaten Oaxaca, i den sydöstra delen av landet, 400 km sydost om huvudstaden Mexico City. Poblete ligger 1 494 meter över havet och antalet invånare är 371.
Terrängen runt Poblete är varierad. Runt Poblete är det ganska tätbefolkat, med 65 invånare per kvadratkilometer. Närmaste större samhälle är Coatecas Altas, 8,0 km väster om Poblete. I omgivningarna runt Poblete växer huvudsakligen savannskog.